# Matériel roulant de la CGO
Liste du matériel roulant de la Compagnie générale des omnibus (CGO).

## Autobus
| Illustration       | Modèle ou type                 | Nombre | Numéros | En service    | Hors service              | Affectation | Remarques |
| ------------------ | ------------------------------ | ------ | ------- | ------------- | ------------------------- | ----------- | --------- |
|                    | Type H                         | 1269   |         | 1916-1920     | 1921 transfert à la STCRP |             |           |
|                    | Brasier (prototype)            | 1      | 166     | 1908/1908     |                           |             |           |
|                    | De Dion-Bouton DA              | 263    |         | 1911          |                           |             |           |
|                    | Lorraine-Dietrich (prototype)  | 1      | 161     | 1908/1908     |                           |             |           |
|                    | Renault (prototypes)           | 2      | 163-164 | 1908/1908     |                           |             |           |
|                    | Renault MV (prototype)         | 1      |         | décembre 1924 |                           |             |           |
|                    | Schneider (prototype)          | 1      | 159     | décembre 1908 |                           |             |           |
|                    | Schneider (prototype)          | 1      | 160     | 1908/1908     |                           |             |           |
|                    | Schneider (prototype)          | 1      | 162     | 1908/1908     |                           |             |           |
|                    | Schneider (prototype)          | 1      | 165     | 1908/1908     |                           |             |           |
|                    | Schneider P2 / CGO (prototype) | 1      |         | 1906          | 1911                      |             |           |
| Schneider P2 / CGO | 90                             |        | 1906    |               | 1911                      |             |           |
| Schneider P2 / CGO | 60                             |        | 1907    |               | 1911                      |             |           |
|                    | Schneider P3 / CGO             | 100    |         | 1911          |                           |             |           |
|                    | Schneider PB2 / CGO            | 627    |         | 1911          |                           |             |           |

## Automotrices

### À accumulateurs
- de type SACM, à essieux, à impériale, livrées en 1899, nos 501 à 545,
- de type Fives-Lille, à essieux, à impériale, livrées en 1899, nos 546 à 585 ;

### À air comprimé
| Illustration | Modèle ou type   | Description               | Nombre | Numéros | En service | Hors service | Remarques |
| ------------ | ---------------- | ------------------------- | ------ | ------- | ---------- | ------------ | --------- |
|              | Système Mékarski | Deux essieux à impériale. | 31     | 1-31    | 1894       |              |           |
|              | Système Mékarski |                           | 148    | 1-148   | 1900       |              |           |

### Électriques
| Illustration | Modèle ou type     | Description                                                                    | Nombre | Numéros | En service | Hors service              | Remarques             |
| ------------ | ------------------ | ------------------------------------------------------------------------------ | ------ | ------- | ---------- | ------------------------- | --------------------- |
|              | Type A (prototype) | 2 essieux et plates-formes extrêmes, prise de courant par trolley et caniveau. | 1      | 619     | 1912       |                           |                       |
|              | Type A (prototype) | 2 essieux et plates-formes extrêmes, prise de courant par trolley et caniveau. | 1      | 620     | 1912       |                           |                       |
|              | Type A (prototype) | 2 essieux et plates-formes extrêmes, prise de courant par trolley et caniveau. | 1      | 623     | 1912       |                           |                       |
|              | Type D (prototype) | 2 essieux et plates-formes extrêmes, prise de courant par trolley et caniveau. | 1      | 624     | 1912       |                           |                       |
|              | Type F (prototype) | Bogies et plate-forme centrale, prise de courant par trolley et caniveau.      | 1      | 621     | 1912       |                           |                       |
|              | Type H (prototype) | 2 essieux et plates-formes extrêmes, prise de courant par trolley et caniveau. | 1      | 622     | 1912       |                           |                       |
|              | Type B             | À bogies.                                                                      | 200    | 1-200   | 1911..     | 1921 transfert à la STCRP |                       |
|              | Type G             | Deux essieux, prise de courant par trolley et caniveau.                        | 400    | 301-700 | 1911..     | 1921 transfert à la STCRP |                       |
|              | Type Fives-Lille   | Deux essieux à impériale, prise de courant par trolley.                        | 18     | 601-618 | 1899       |                           | Transformées en 1906. |

### À vapeur
| Illustration | Modèle ou type    | Description                | Nombre | Numéros | En service | Hors service | Remarques |
| ------------ | ----------------- | -------------------------- | ------ | ------- | ---------- | ------------ | --------- |
|              | Système Purrey    |                            | 50     | 701-750 | 1899       |              |           |
|              | Système Purrey    |                            | 36     | 751-786 | 1904       |              |           |
|              | Système Rowan     |                            | 14     | 1-14    |            |              |           |
|              | Système Serpollet | Deux essieux, à impériale. | 60     | 401-460 | 1895       |              |           |

## Locomotives

### À air comprimé
| Illustration | Modèle ou type | Description | Nombre | Numéros | En service | Hors service | Remarques |
| ------------ | -------------- | ----------- | ------ | ------- | ---------- | ------------ | --------- |
|              | Type Mékarski  |             | 23     | 1-23    | 1900       | 1907         |           |

### À vapeur
| Illustration | Modèle ou type           | Description | Nombre | Numéros | En service | Hors service | Remarques |
| ------------ | ------------------------ | ----------- | ------ | ------- | ---------- | ------------ | --------- |
|              | Type Purrey ex. Mékarski |             | 23     | 1-23    | 1907       |              |           |

## Voitures
Localement appelés « attelages ».
- de type A, à bogies, livrés en 1912, nos 1001 à 1325,
- de type D, à essieux, livrés en 1910, nos 1501 à 1510 ex-CGPT,
- de type E, à essieux, livrés en 1903, nos 1511 à 1530,
- de type F, à essieux, livrés en 1905, nos 161 à 178.

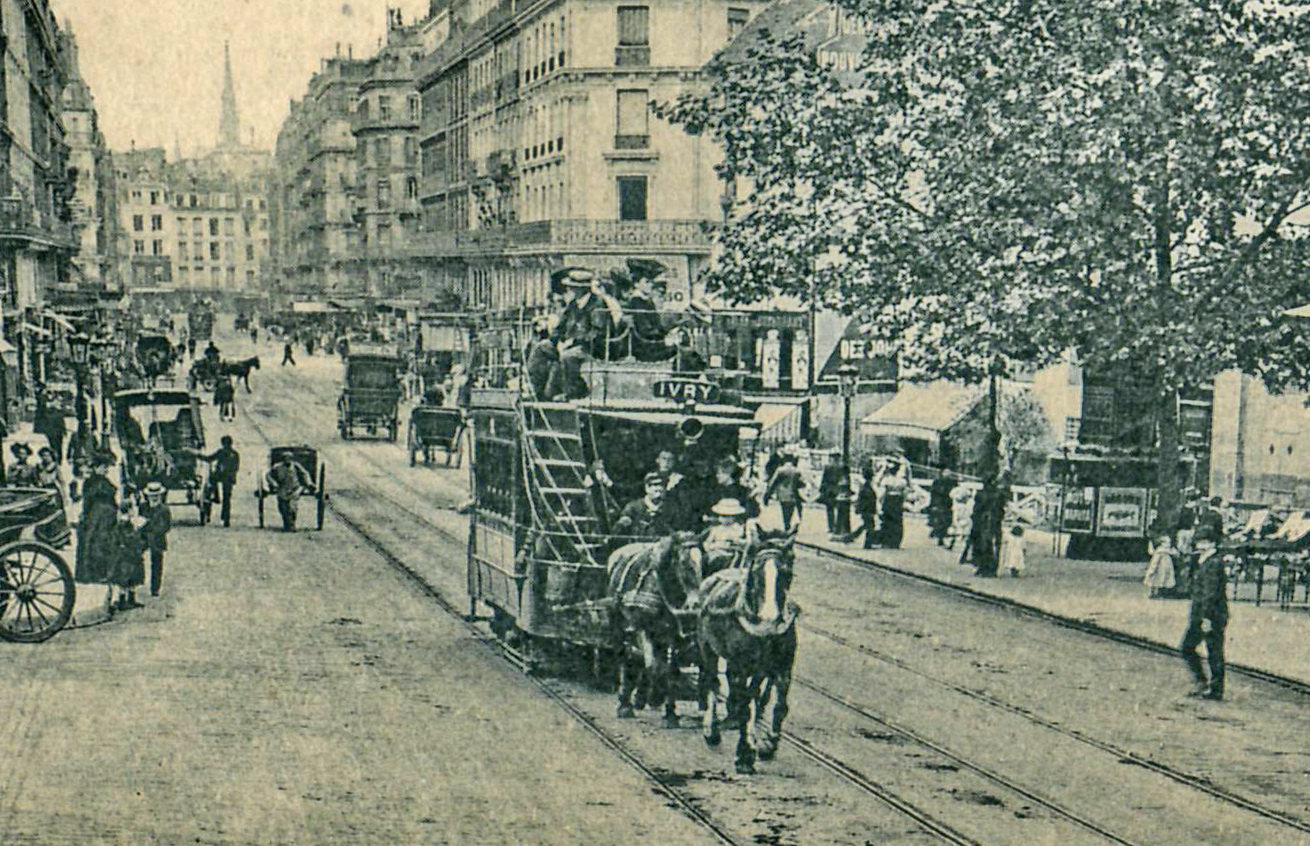
Tramway hippomobile tracté par trois chevaux, rue Monge.
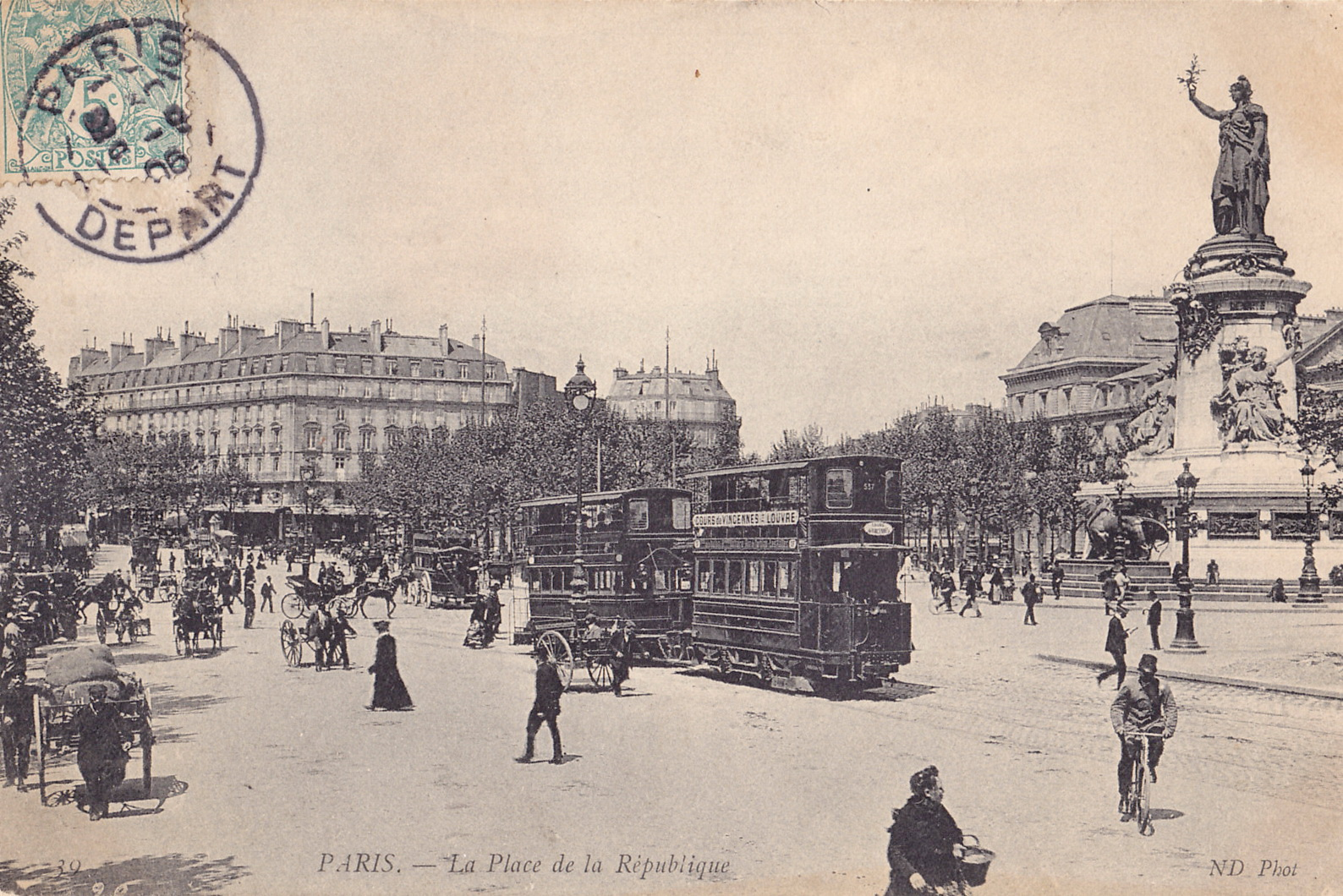
Motrice à accumulateurs Fives-Lille no 557,